# Shin Sawbu
Cette page contient des caractères spéciaux ou non latins. S’ils s’affichent mal (▯, ?, etc.), consultez la page d’aide Unicode.
Shin Sawbu (birman ရှင်စောပု, /shɪ̀ɴ sɔ́ pṵ/; môn မိစဴဗု) (1394–1471), est une reine birmane qui régna sur le royaume d'Hanthawaddy, en Basse-Birmanie, de 1453 à 1472. Elle est aussi connue sous le nom de Binnya Thau (birman ဗညားထောဝ် ; môn ဨကရာဇ်ဗြဲဗညာထဴ) ou Vieille Reine en môn. Avec Jamadevi de Lamphun (633-751), c'est la plus célèbre des rares souveraines à avoir exercé le pouvoir en Indochine. Son règne ouvrit un demi-siècle de paix avec le royaume d'Ava en Haute-Birmanie.

## Jeunesse
Shin Sawbu était la seule fille du roi môn Razadarit, qui avait également plusieurs fils, et de la reine principale Thuddhamaya (သုဒ္ဓမာယာ). Elle est née à Pégou un mercredi en 1394. Elle reçut le nom de naissance de Viharadevi (du sanskrit et du pali : vihara "monastère" + devi "déesse" ou "reine" ), ce qui signifie probablement "reine du monastère". À 20 ans, elle fut mariée à Binnya Bwe (Smin Chesao), neveu de Razadarit, qui lui donna un fils, Binnya Waru, et deux filles, Netaka Taw et Netaka Thin. Son mari mourut en 1419, alors qu'elle avait juste 25 ans.

## Vie à Ava (1423-1430)
En 1422, son père Razadarit mourut à son tour. Son fils aîné Binnya Dhammaraza monta sur le trône, mais ses frères cadets Binnya Ran et Binnya Kyan se révoltèrent. À l'invitation de Binnya Kyan, le roi d'Ava Thihathu intervint avec une armée. Binnya Dhammaraza apaisa ses frères en nommant Binnya Ran prince héritier et gouverneur du delta de l'Irrawaddy et Binnya Kyan gouverneur de Martaban. Dans un geste d'apaisement, le prince héritier Binnya Ran proposa sa sœur Shin Sawbu à Thihathu, qui en retour lui offrit une princesse d'Ava comme épouse.
Lorsqu'elle arriva à Ava, Shin Sawbu avait 29 ans et déjà trois enfants. Elle n'en eut pas d'autres à Ava. Le roi Thihathu lui était très attaché, mais il mourut en 1426 lors d'une expédition dans le nord. Shin Sawbu resta encore quatre ans à Ava. Elle y devint la protectrice de deux moines môns, Dhammanyana et Pitakahara, qui vivaient à Sagaing au monastère d'Ariyadhaza. En 1430, après sept ans en Haute-Birmanie, à 36 ans, elle s'échappa grâce à leur aide et revint à Pégou avec eux.

## Règne à Pégou (1453-1460)
Tous les parents mâles de Shin Sawbu finirent par s'entre-assassiner ou mourir de mort naturelle, y compris ses frères Binnya Dhammaraza († 1426) et Binnya Ran I († 1446), son fils Binnya Waru († 1450) et ses neveux Binnya Kyan et Leik Munhtaw († 1453). Il n'y avait plus de descendant mâle de Razadarit et Shin Sawbu monta sur le trône en novembre 1453, à 59 ans. 
Peu après, en 1457, le monde bouddhiste célébra le deuxième millénaire du parinirvana du Bouddha historique, daté en Asie du Sud-Est de -543.
Après avoir régné environ sept ans à Pégou, Shin Sawbu décida d'abdiquer en 1460 et s'installa à Dagon (nord de l'actuelle Rangoon), pour y mener une vie de dévotion près de la pagode Shwedagon.
Elle choisit un moine pour lui succéder : Pitakahara, qui l'avait aidée à fuir d'Ava, quitta le sangha, reçut les titres de Punnaraja et Dhammazedi et devint son gendre et un héritier possible en épousant sa plus jeune fille Mipakathin (Netaka Thin).

## Règne à Rangoon (1460-1472)

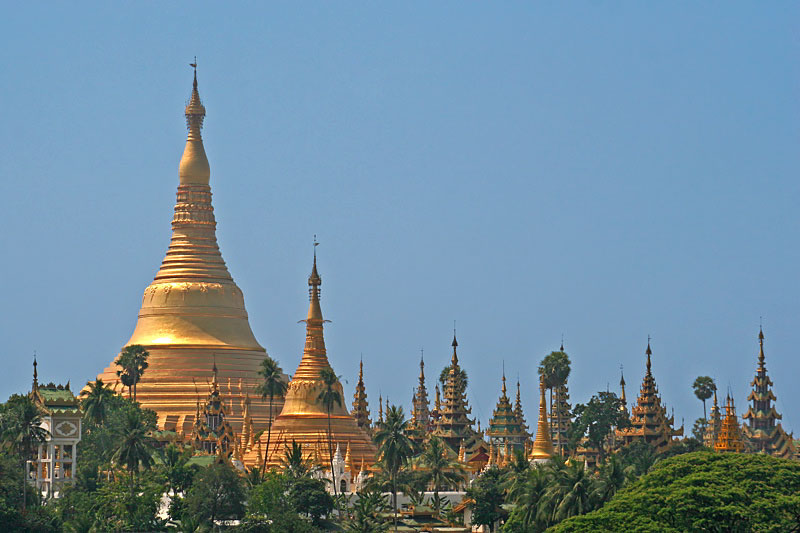
Pagode Shwedagon : Stûpa central et petite pagode Shinsawpu, attribuée à Shin Swabu

Shin Sawbu vécut à Dagon près de la pagode Shwedagon jusqu'à sa mort en 1470 ou 1472. Même après s'y être installée, elle aurait continué d'y porter une couronne. 
Le transfert effectif du pouvoir à Dhammazedi, qui devint roi sous le nom de  Ramadhipati en 1457, est commémoré par une inscription en môn.
À Dagon, la reine consacra son attention à la pagode Shwedagon, dont elle élargit la plate-forme, qu'elle fit paver de pierre et entourer de piliers et de lampes. Elle étendit ses terres tributaires jusqu'à Danok. Elle fit presque tout en quatre exemplaires : 
« Il y avait quatre parasols blancs, quatre bols à aumônes d'or, quatre réservoirs de céramique et quatre offrandes étaient faites chaque jour. Il y avait vingt-sept hommes qui préparaient les lampes chaque jour. Il y avait vingt hommes pour garder le trésor de la pagode. Il y avait quatre boutiques d'orfèvres, quatre orchestres, quatre tambours, quatre réserves, huit portiers, quatre balayeurs et vingt allumeurs de lampes. Elle arrondit et renforça la septuple enceinte. Entre les enceintes sa Majesté Banya Thau fit planter des palmiers et des cocotiers. »
Elle fit aussi battre son propre poids (25 viss) en feuilles d'or pour couvrir le stûpa central. Les habitants de Dagon firent don de 5000 viss de bronze à la pagode.

## Inscriptions
Une triple inscription du règne de Shin Sawbu a été découverte.
La première partie, Kyaikmaraw I, relate un don de terres. Le 25 septembre 1455, la reine a consacré des terres à la pagode Kyaikmaraw qu'elle avait construite. L'inscription rapporte que des joyaux, des objets précieux et les revenus d'un lieu nommé « Tko' Mbon » ont été donnés à la pagode Moh Smin (promontoire royal) à Myatheindan près de Martaban. La seconde partie de l'inscription dispense des bénédictions sur ceux qui viendront rendre hommage à la pagode et fait de nombreuses références aux écritures bouddhiques. La troisième partie rappelle les tourments de l'enfer. Cette inscription est riche en données linguistiques, religieuses et historiques et présente des influences birmanes, ainsi que le mot « chao » (« seigneur » dans les langues tai), apparemment utilisé parce que ce titre avait été donné à la dynastie de Wareru par le roi de Sukhothaï.

## Traditions populaires mônes
À la fin du XIXe siècle, certains Môns auraient considéré la reine Victoria du Royaume-Uni comme la réincarnation de Shin Sawbu.
La façon dont Shin Sawbu choisit son successeur fait l'objet du conte suivant. Après avoir régné seulement sept ans, elle décida d'abdiquer. Elle imagina une façon de choisir entre des deux moines qui l'avaient accompagnée depuis Ava :
« Un matin qu'ils venaient mendier le riz royal, elle glissa dans un de leurs bols à offrande un pahso (robe de laïc) avec de petits modèles des cinq insignes royaux ; puis après avoir prié que le sort désigne le plus digne, elle leur rendit les bols. Dhammazedi, qui reçut le bol préparé, quitta les ordres, épousa sa fille et commença à gouverner. L'autre moine, déçu, suscita la méfiance et fut exécuté à Paunglin, au nord de Dagon. Les nobles furent d'abord mécontents du choix de la reine, mais ils se rallièrent en raison de la grandeur de caractère de Dhammazedi ; lorsque certains continuèrent à murmurer qu'il n'était pas de race royale, Shin Sawbu fit sculpter une statue de Bouddha dans une vieille poutre et la leur montra en disant : — Vous dites qu'il est de sang commun et ne peut être roi. Regardez ce bois commun : hier il était pressé dans la poussière de vos pieds, mais aujourd'hui n'est-il pas le Seigneur et ne nous inclinons-nous pas devant lui ? »
Singer rapporte une autre histoire, où le gouverneur de Pathein Binnya Ein, époux de Mipakahtau, fille aînée de la reine, se révolte parce que Dhammazedi lui a été préféré. Cette révolte se termine par son empoisonnement.
Baña Thau signifie « Vieille reine » en môn. Harvey rapporte l'origine de ce nom d'après le Thatonhnwemun Yazawin (chronique de Thatonhnwemun) :
« Alors qu'elle faisait le tour de la ville dans son magnifique palanquin, épée à la main et couronne sur la tête, elle entendit un vieil homme qu'on poussait de côté s'écrier : — « Je dois m'écarter du chemin, n'est-ce pas ? Je suis un vieux fou, n'est-ce pas ? Je ne suis pas vieux au point de ne pas pouvoir avoir d'enfants, c'est plus que ne peut avoir votre vieille reine ! » D'abord interloquée par une telle irrévérence, elle l'accepta docilement comme un signe du ciel et se désigna par la suite elle-même comme « La Vieille reine ». »
Un récit môn, le Nidana Ramadhipati Katha, fournit une version alternative du séjour de Shin Sawbu à Ava, affirmant qu'elle régnait déjà à Pégou lorsqu'elle fut enlevée et conduite à Ava pour y devenir reine principale.

## Débats sur la durée de son règne
Certains affirment que Shin Sawbu a régné sept ans, d'autres dix-sept. Shorto a émis le premier l'hypothèse qu'elle pourrait avoir régné en même temps que Dhammazedi. Guillon pense qu'ils ont régné ensemble, Dhammazedi sur Pégou et Shin Sawbu sur Dagon, ville qui avait longtemps été l’apanage traditionnel des reines mônes.

## Palais et emplacement de sa tombe
Furnival affirmait que « les remparts de la résidence de Shin Sawbu à Dagon » correspondaient aux « bunkers du parcours de golf près de Prome Road », mais d'autres affirment que ces ruines sont en fait celles d'un mur construit en 1841.
Le stûpa contenant les restes de la reine est censé se trouver dans un monastère de la municipalité de Sanchaung (nord de Rangoon), près de la pagode Shwedagon, monastère jadis nommé « monastère de la tombe de Shin Sawbu » et situé à l'ouest de Pyay Road (ex-Prome Road) sur Shin Sawpu Road (ex-Windsor Road).